# ゲフィオン

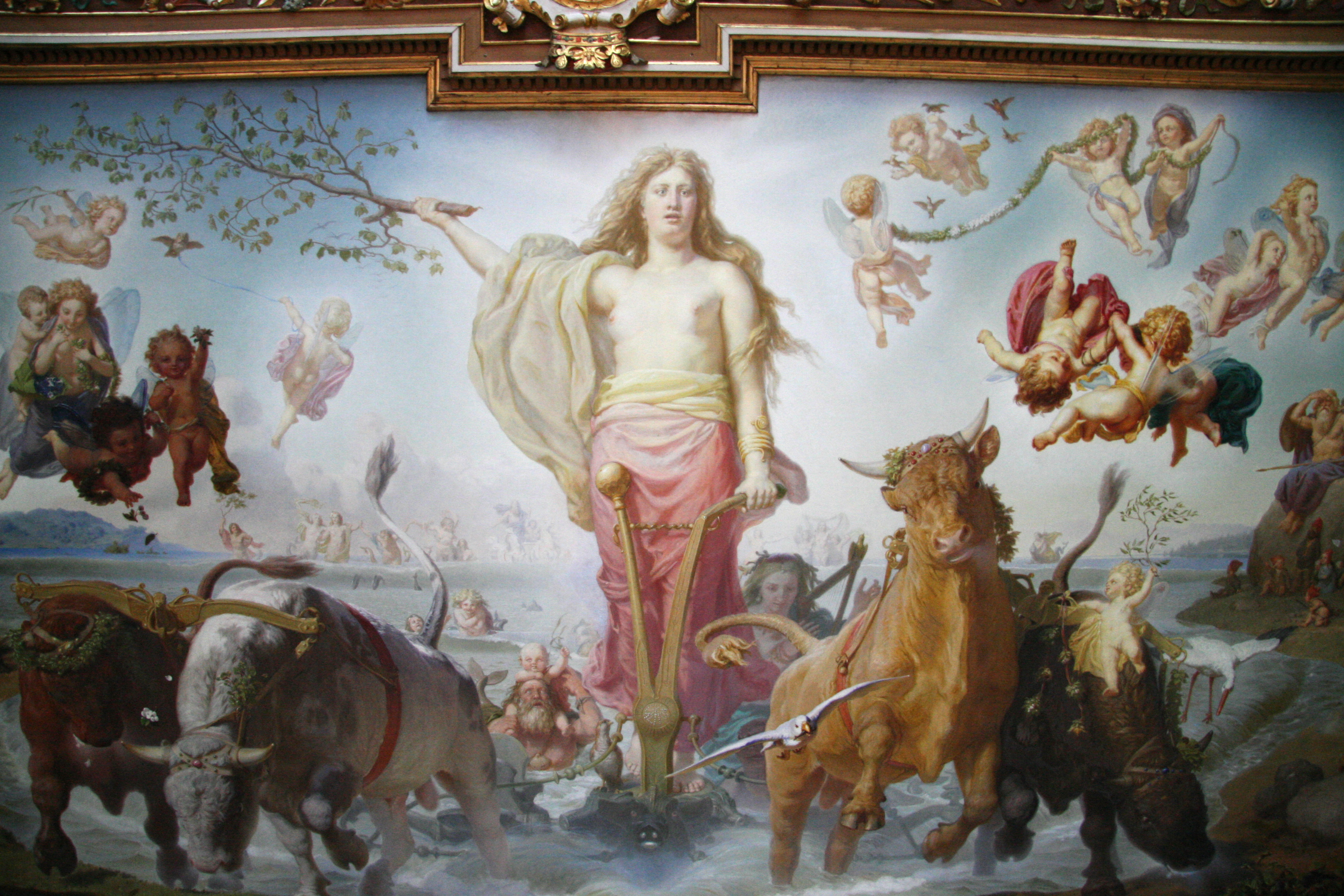
フレデリクスボー城（デンマーク）の天井飾り部分に描かれた、ゲフィオンが土地を鋤き取る場面。

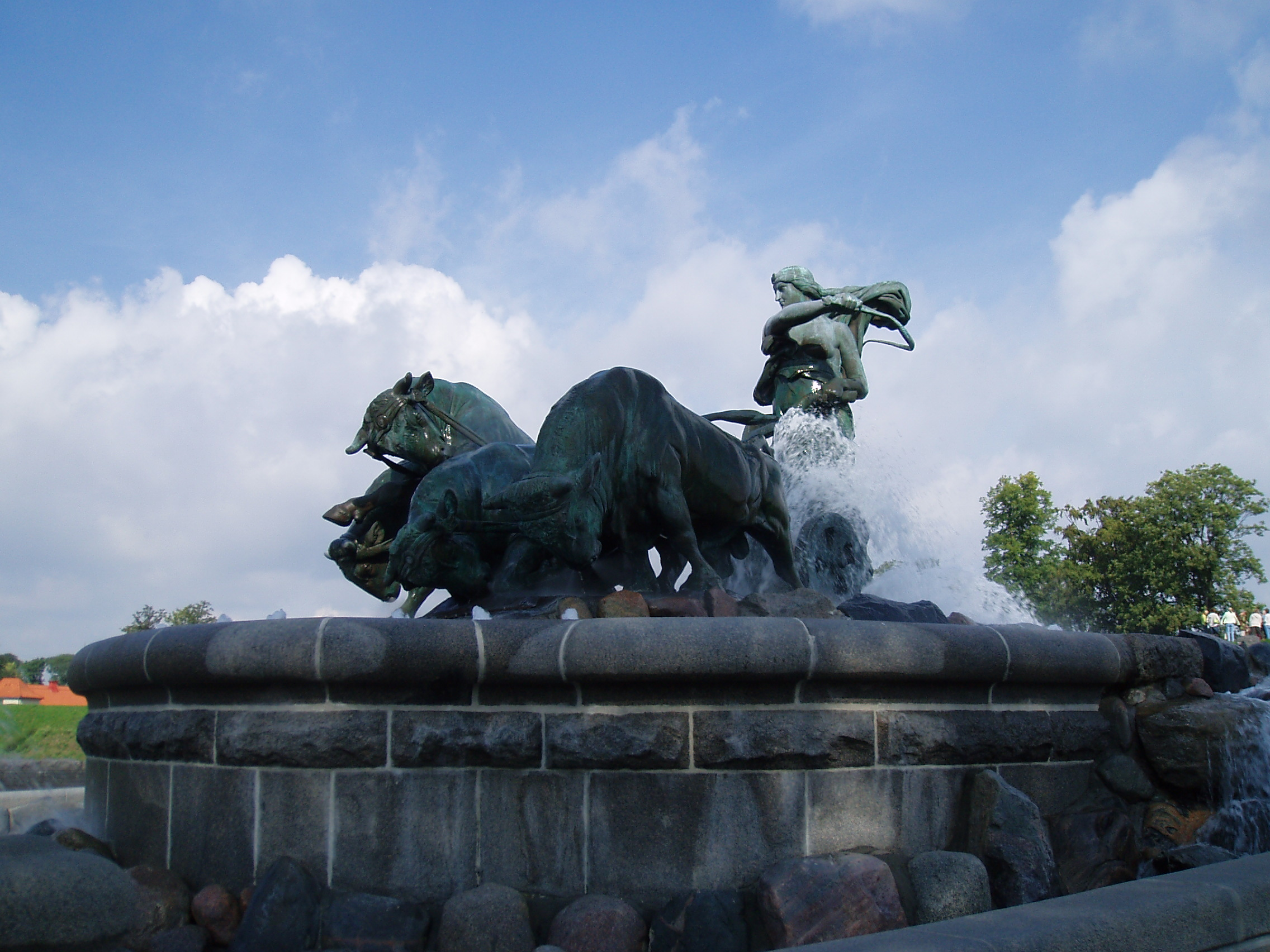
デンマークのコペンハーゲンには、4頭の牛で大地を鋤くゲフィオンの像を備えた噴水がある。

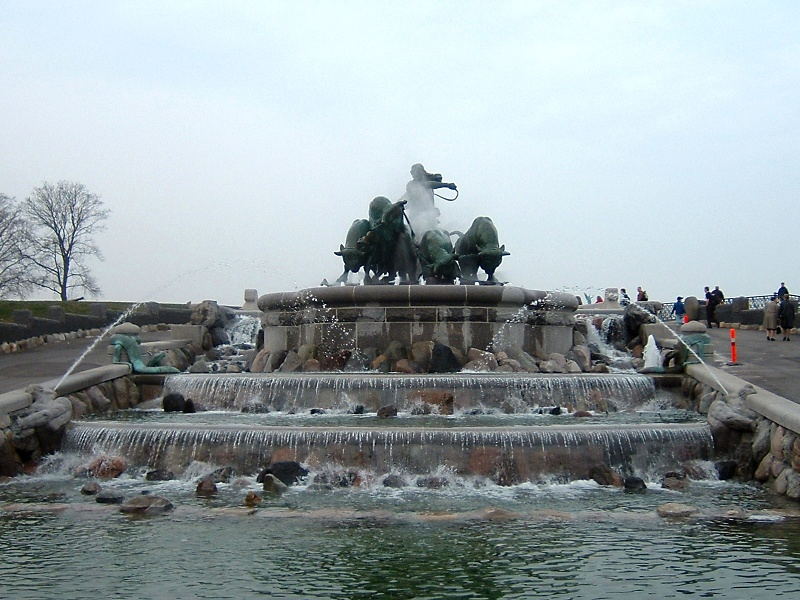
遠景。

ゲフィオン (Gefion, Gefjon, Gefjun) は、北欧神話に登場するアース神族の女神の一人である。
同じ神話に出てくる愛の女神フレイヤとはその別名「ゲヴン」と名前が似ていること、フレイヤが戦死者の半分を迎えるのと同様に亡くなった女性がゲフィオンの元へ召されるとされているなど、共通点は多い。ゲフィオンはフレイヤの別名とも考えられ、あるいはシェラン島（デンマーク）で非常に崇められた女神とも考えられている。
『古エッダ』の『ロキの口論』第21節においては、アース神族の主神オーディンから、人間の運命をすべて知っている女神と言われている。
『ユングリング家のサガ』第5章によると、ゲフィオンはオーディンに命じられて新しい土地を探すべくスウェーデンのギュルヴィ王を訪ねた。王から耕地が与えられると、まず彼女はヨトゥンヘイムへ行って巨人との間に息子を4人つくり、彼らを牛に変えると犂を着け、土地を鋤き取らせて海のほうへ運んでいった。それはオーディンのいるオーデンセ（フュン島）の方角であった。
『スノッリのエッダ』第一部『ギュルヴィたぶらかし』の冒頭には、ギュルヴィ王から「4頭の牛が一昼夜で鋤いた土地を与える」と持ちかけられた旅の女が実はゲフィオンで、自身が巨人男性との間にもうけた息子（巨大な4頭の牛）に大地を鋤かせて、大量の土砂を海に運び、島を作ったことが書かれている。
こうして西の海に新しくできた島がセルンドまたはセールンド（現在のシェラン島。首都コペンハーゲンがある）、えぐられて湖となったのがレグルまたはログ（スウェーデンのメーラレン湖）であるという。島の岬と湖の地形はよく似ている。
この神話をモチーフにしたゲフィオンの像を備えた大噴水がコペンハーゲンの港近くにあり、「ゲフィオン噴水」(en)として知られている。
『ユングリング家のサガ』第5章は、ゲフィオンがオーディンの息子のスキョルド(en)と結婚し、フレイズラ（現在のレイレ(en)）で暮らしたと伝えている。
『ギュルヴィたぶらかし』第35章では十数名の女神が列挙されるが、ゲフィオンは4番目に挙げられている（フレイヤは6番目）。それによると、彼女は処女神であり、処女のまま死んだ女性は彼女の元に行くという。
『ロキの口論』第19-20節では、ロキの暴言を諫めようとしたが、首飾りをくれた男性と性交渉をもったことを暴露されてしまう。